# Waleri Borissowitsch Alexejew
Waleri Borissowitsch Alexejew (russisch Валерий Борисович Алексеев; * 28. Januar 1948 im Dorf Kohtla, ab 1949 Stadt Kohtla-Järve) ist ein sowjetisch-russischer Mathematiker, Kybernetiker und Hochschullehrer.

## Leben
Nach dem Besuch der neunklassigen Mittelschule Nr. 9 in Jaroslawl gehörte Alexejew zum ersten Absolventenjahrgang 1964 der Kolmogorow-Internatsschule Nr. 18 der Lomonossow-Universität Moskau (MGU). Als Sieger der 6. Internationalen Mathematik-Olympiade 1964 in Moskau begann er 1964 ohne Aufnahmeprüfung das Studium an der MGU in der Mechanisch-Mathematischen Fakultät (Mechmat), das er 1969 mit Auszeichnung abschloss. Es folgte die Aspirantur zunächst in der Mechmat (bis 1970) und dann in der Fakultät für Mathematik und Kybernetik der MGU bei Sergei Wsewolodowitsch Jablonski, die er 1972 mit erfolgreicher Verteidigung seiner Dissertation über einfache Basen einer n-wertigen Logik für die Promotion zum Kandidaten der physikalisch-mathematischen Wissenschaften abschloss.
Darauf wurde Alexejew Assistent am Lehrstuhl für Mathematische Logik und Automatentheorie (ab 1975 Lehrstuhl für Mathematische Kybernetik der Fakultät für Rechnermathematik und Kybernetik (WMK) der MGU) und 1976 Dozent. Vorlesungsthemen waren Diskrete Mathematik, Mathematische Logik, Komplexität der Algorithmen, Anwendungsprobleme der Kybernetik in der WMK sowie Grundlagen der Kybernetik in der WMK und der Fakultät für Psychologie. Eine Spezialvorlesung war der Graphentheorie und der Quantenrechnung gewidmet.
1981–1982 war Alexejew Gastwissenschaftler in den USA an der University of Colorado Boulder. 1985–1986 führte er in China an der Fudan-Universität zusammen mit chinesischen Wissenschaftlern gemeinsame Forschungsprojekte durch.
Nach Verteidigung seiner Doktor-Dissertation über Methoden der künstlichen Begrenzungen und polylinearen Formen für die Lösung einiger metrischer und algorithmischer Probleme in der Theorie der diskreten Funktionen wurde Alexejew 1995 zum Doktor der physikalisch-mathematischen Wissenschaften promoviert. 1997 folgte die Ernennung zum Professor. Seit 1998 leitet er den Lehrstuhl für Mathematische Kybernetik der WMK der MGU.

## Ehrungen, Preise
- Lomonossow-Preis der MGU für pädagogische Arbeit (2004)[3]
- Ehrenarbeiter der Hochschulausbildung der Russischen Föderation (2005)
- Medaille 100 Jahre Russische Gewerkschaften (2005)
- Verdienter Professor der MGU (2007)[1]